# Lalisa (canción)
«Lalisa» es el primer sencillo en solitario de la cantante tailandesa y miembro de Blackpink, Lisa, que fue lanzado el 10 de septiembre de 2021 a través de YG Entertainment e Interscope Records. La canción corresponde al título principal de su álbum sencillo debut, también titulado Lalisa. Fue escrita por Teddy Park y Bekuh BOOM, y producida por 24, Bekuh BOOM y Teddy Park.
La canción entró en la lista Billboard Hot 100 de EE. UU. en la posición 84 y alcanzó el puesto número 2 en el Billboard Global 200. Su vídeo musical recibió 73.6 millones de visitas durante las primeras 24 horas, convirtiéndose en el Vídeo de Música de YouTube más visto en 24 horas por un artista en solitario y en el Vídeo de Música de YouTube más visto en 24 horas por un artista de k-pop en solitario, rompiendo dos Record Guinness.

## Antecedentes y lanzamiento
En un artículo publicado por The Korea Herald el 19 de abril de 2021, un representante de YG Entertainment, sello discográfico de Blackpink, reveló que Lisa, miembro del grupo surcoreano, debutaría como la tercera solista, tras Jennie y Rosé, con horarios que luego se anunciarían oficialmente dentro del año.
El 25 de julio, Lisa subió dos imágenes de ella en un estudio en sus historias de Instagram con la leyenda «What's My Name?» (¿Cómo me llamo?), insinuando el título de su próximo lanzamiento. El 25 de agosto, YG confirmó que su álbum debut en solitario se titularía Lalisa y que se lanzaría el 10 de septiembre. Luego, la agencia dio a conocer la lista de canciones del álbum, con el sencillo homónimo «Lalisa» como tema principal, junto a una segunda pista de nombre «Money». Está programado que esté disponible para descarga digital  y streaming en diversas plataformas a partir del 10 de septiembre.

## Composición y letras
La canción fue escrita por Teddy Park y Bekuh BOOM, y producida por 24, Bekuh BOOM y Teddy Park, con arreglos de 24. YG Entertainment informó que «Lalisa» es una canción que pertenece al género hip hop, con ritmos dinámicos, melodías y un rap imparable. «La canción principal es una armonía de ritmo dinámico y bajos provocativos que recuerda a los oyentes a una sirena. Los elementos tensos de la canción liberan una sinergia explosiva a medida que se encuentra con el poderoso y dinámico rap de Lisa. Además, se destaca en el discurso directo y audaz de Lisa con su nombre en primer plano. Al principio, ella revela su total confianza con la frase "Lo sabes con solo mirar mi espalda"», señaló YG Entertainment.
En su estilo, se caracteriza por ser una pista de hip hop dinámica que infunde elementos tailandeses en el break dance de la canción. En términos de notación musical, la canción está compuesta en tono de sol mayor y tiene un tempo de 150 pulsaciones por minuto. La producción de la pista utiliza riffs de instrumentos de viento metal  «provocativos» y ritmos dinámicos que recuerdan los sonidos de las sirenas, e incorpora la reproducción de 'Lalisa' en la letra. Paige Greene del medio Sportskeeda comentó que la canción parecía una manifestación de «todas las identidades y características de Lisa». El nombre del álbum sencillo junto con su canción principal es una referencia a su nombre de pila que recibió al visitar a una adivina cuando era joven como un gesto de buena suerte. La semana después de cambiar su nombre, YG Entertainment le informó que la habían aceptado como aprendiz en la agencia.

## Vídeo musical
El vídeo musical que acompaña a la canción fue publicado en el canal de YouTube de Blackpink junto con el lanzamiento de «Lalisa». El vídeo fue precedido por un teaser, que fue lanzado a través de la misma plataforma tres días antes.
El vídeo comienza con Lisa caminando por un pasillo con un vestido de la colección de alta costura Giambattista Valli Spring 2019, unas botas de plataforma de Marc Jacobs y un traje cubierto de bandas de heavy metal de la marca mexicana No Name. Luego, Lisa se toma un descanso para bailar en lo que solo se puede describir como una sudadera y pantalones cortos monocromáticos inspirados en Skims, con un gorro que lleva su nombre. A lo largo del video, Lisa conduce una motocicleta, un vehículo todo terreno y parece realizar una investigación como miembro de alguna oficina federal llamada «Polisa». Hacia el final del vídeo, rinde homenaje a su herencia tailandesa con algunos atuendos impresionantes y algunos pasos de baile tradicionales tailandeses.
Tras las primeras 24 horas desde su lanzamiento, el vídeo acumuló 73,6 millones de visitas, convirtiéndose en el Vídeo de Música de YouTube más visto en 24 horas por un artista en solitario, superando el récord previamente establecido por el vídeoclip de la canción «Me!» de Taylor Swift y Brendon Urie; además de conseguir un segundo Récord Guinness como el Vídeo de Música de YouTube más visto en 24 horas por un artista de k-pop en solitario, superando la marca de su compañera de grupo Rosé con «On the Ground». Dos días después, el vídeo alcanzó las 100 millones de visitas en un período de 49 horas y 5 minutos, lo que lo convierte en el vídeo de un artista en solitario que más rápido alcanza dicha marca en la historia de YouTube.
Luego del estreno del vídeo, los mercados locales de la ciudad de Bangkok informaron a Reuters un aumento en las ventas de trajes y accesorios tradicionales tailandeses, debido a las referencias culturales realizadas por Lisa en su vídeo, al utilizar vestimenta propia de su país de origen, como un diseño exclusivo con patrones antiguos en hilo de metal de la provincia de Lamphun o el tradicional tocado tailandés utilizado en diversas monarquías del sudeste asiático, conocido como chada o makuṭa.

## Promoción
Lisa tuvo una aparición de forma exclusiva en el programa The Tonight Show Starring Jimmy Fallon de la cadena NBC de los Estados Unidos el 10 de septiembre de 2021. El 11 de septiembre estuvo invitada en el programa tailandés Woody Show de Canal 7, mientras que el 14 de septiembre se presentó en el programa OutNow Unlimited de Naver Now, donde tuvo un episodio especial para interactuar con los fanáticos a través del rincón TALK LIVE y la tecnología XR (realidad extendida). El 19 de septiembre, Lisa presentó su sencillo principal en el programa de televisió surcoreano Inkigayo del canal SBS, y posteriormente lo hizo en el programa Show! Music Core del canal MBC.

## Rendimiento comercial
«Lalisa» debutó en la lista semanal de Gaon Digital Chart de Corea del Sur en la posición 90, mientras que en Nueva Zelanda ingresó al top 10 en la novena posición en la lista musical de Recorded Music NZ. En los Estados Unidos, Billboard informó que el sencillo ingresó en el N.º 84 del Billboard Hot 100 y en la 2.º posición de las listas Billboard Global 200 y Billboard Global Excl. U.S., uniéndose a Rosé y a Blackpink como los únicos actos femeninos de k-pop en ingresar al top 10 de ambas listas.
El 2 de agosto de 2022, a casi un año desde su lanzamiento, «Lalisa» alcanzó la primera posición en la lista Hot Trending Songs de Billboard, gráfico musical que rastrea las tendencias y conversaciones globales relacionadas con la música en tiempo real en Twitter, convirtiendo a Lisa en la primera artista femenina en lograr el primer lugar de la tabla.
El 6 de noviembre de 2022, la canción alcanzó el número 1 en la lista iTunes Top Songs en Kirguistán un año después de su lanzamiento, lo que la convirtió en la primera canción de una artista femenina en la historia en alcanzar el número 1 en las listas iTunes Top Songs en 103 listas de diferentes regiones de todo el mundo, superando con esto el récord de Adele, quien encabezó las listas de iTunes en 102 regiones diferentes con «Hello» e «Easy on Me».

## Reconocimientos

### Récords Mundiales
| Año  | Publicación            | Récord                                                                                | Desde                    | Hasta   | Ref.  |
| ---- | ---------------------- | ------------------------------------------------------------------------------------- | ------------------------ | ------- | ----- |
| 2021 | Guinness World Records | Vídeo de Música de YouTube más visto en 24 horas por un artista en solitario          | 10 de septiembre de 2021 | vigente | [ 4 ] |
| 2021 | Guinness World Records | Vídeo de Música de YouTube más visto en 24 horas por un artista de k-pop en solitario | 10 de septiembre de 2021 | vigente | [ 5 ] |

### Premios y nominaciones
| Año  | Evento                         | Premio                                                     | Resultado | Ref.   |
| ---- | ------------------------------ | ---------------------------------------------------------- | --------- | ------ |
| 2021 | Asian Pop Music Awards         | Canción del año - Extranjero                               | Ganador   | [ 35 ] |
| 2021 | Asian Pop Music Awards         | Top 20 Canciones del año - Extranjero                      | Ganador   | [ 35 ] |
| 2021 | Asian Pop Music Awards         | Grabación del año - Extranjero                             | Nominado  | [ 36 ] |
| 2021 | Asian Pop Music Awards         | Mejor compositor - Extranjero (24, Bekuh BOOM, Teddy Park) | Nominado  | [ 36 ] |
| 2021 | Asian Pop Music Awards         | Mejores arreglos - Extranjero (24)                         | Nominado  | [ 36 ] |
| 2021 | Clips de L'Année               | Vídeo musical del año - Internacional                      | Ganador   | [ 37 ] |
| 2021 | Mnet Asian Music Awards        | Mejor productor del año (Teddy Park)                       | Ganador   | [ 38 ] |
| 2021 | Mnet Asian Music Awards        | Mejor performance de baile                                 | Nominado  | [ 39 ] |
| 2021 | Mnet Asian Music Awards        | Favorite Moment - Best Artist TikTok Video                 | Nominado  | [ 40 ] |
| 2022 | JOOX Malasia Music Awards      | Top 5 - Canción K-pop                                      | Ganador   | [ 41 ] |
| 2022 | JOOX Thailand Top Music Awards | Canción coreana del año                                    | Nominado  | [ 42 ] |
| 2022 | MTV Video Music Awards         | Mejor K-Pop                                                | Ganador   | [ 43 ] |

### Premios en programas de música
| Programa             | Fecha                    | Ref.   |
| -------------------- | ------------------------ | ------ |
| Music Bank (KBS 2TV) | 17 de septiembre de 2021 | [ 44 ] |

### Listados
| Publicación            | Lista                                              | Ranking  | Ref.   |
| ---------------------- | -------------------------------------------------- | -------- | ------ |
| Amazon Music           | Best of 2021: K-Pop                                | Incluida |        |
| Dazed                  | The best K-pop tracks of 2021                      | 36.º     | [ 45 ] |
| Genius                 | 50 Best Songs of 2021                              | 45.º     | [ 46 ] |
| Genius Korea           | 2021 Year End Chart - Top Songs                    | 3.º      | [ 47 ] |
| Genius Korea           | 2021 Year End Chart - Top K-Pop Songs              | 3.º      | [ 48 ] |
| Marie Claire           | The 20 Best New K-Pop Songs of 2021                | Incluida | [ 49 ] |
| Rolling Stone India    | 21 Best Korean Music Videos of 2021                | 4.º      | [ 50 ] |
| Rolling Stone India    | Top 5 Korean Music Videos of 2021 (Popular choice) | 1.º      | [ 51 ] |
| Soompi                 | 10 Female Solo Bops That Slayed This Year          | Incluida | [ 52 ] |
| Spotify                | Best K-Pop Songs of 2021                           | Incluida | [ 53 ] |
| Spotify                | Top K-Pop Tracks of 2021                           | Incluida | [ 54 ] |
| Teen Vogue             | The 54 Best K-Pop Songs of 2021                    | Incluida | [ 55 ] |
| Tracklist              | Os 20 melhores clipes de 2021                      | 10.º     | [ 56 ] |
| Universal Music Canadá | Best of 2021: K-Pop                                | Incluida | [ 57 ] |
| Universal Music Canadá | Best of 2021: Music Videos                         | Incluida | [ 57 ] |

## Posicionamiento en listas
| Lista (2021)                                        | Mejor posición |
| --------------------------------------------------- | -------------- |
| Australia (ARIA)                                    | 76             |
| Canadá (Canadian Hot 100)                           | 42             |
| Corea del Sur (Gaon Digital Chart)                  | 64             |
| Corea del Sur (K-Pop Hot 100)                       | 28             |
| Estados Unidos (Billboard Euro Digital Songs)       | 9              |
| Estados Unidos (Billboard Global 200)               | 2              |
| Estados Unidos (Billboard Global Excl. U.S.)        | 2              |
| Estados Unidos (Billboard Hot 100)                  | 84             |
| Estados Unidos (Billboard World Digital Song Sales) | 1              |
| Francia (SNEP)                                      | 175            |
| Grecia (IFPI)                                       | 58             |
| Hungría (Single Top 40)                             | 7              |
| India (IMI)                                         | 6              |
| Irlanda (IRMA)                                      | 87             |
| Japón (Japan Hot 100)                               | 26             |
| Japón (Oricon Combined Sigles)                      | 40             |
| Lituania (AGATA)                                    | 89             |
| Malasia (RIM)                                       | 1              |
| Nueva Zelanda (Recorded Music NZ)                   | 9              |
| Portugal (AFP)                                      | 128            |
| Reino Unido (OCC Singles Chart)                     | 68             |
| Singapur (RIAS)                                     | 2              |

| Lista (2021)                       | Mejor posición |
| ---------------------------------- | -------------- |
| Corea del Sur (Gaon Digital Chart) | 95             |
| Corea del Sur (K-Pop Hot 100)      | 88             |

## Historial de lanzamiento
| País          | Fecha                    | Formato                       | Sello                                |
| ------------- | ------------------------ | ----------------------------- | ------------------------------------ |
| Varios        | 10 de septiembre de 2021 | CD Descarga digital streaming | YG Entertainment, Interscope Records |
| Corea del Sur | 27 de diciembre de 2021  | LP                            | YG Entertainment, Interscope Records |